# Silberplatte von Großbodungen

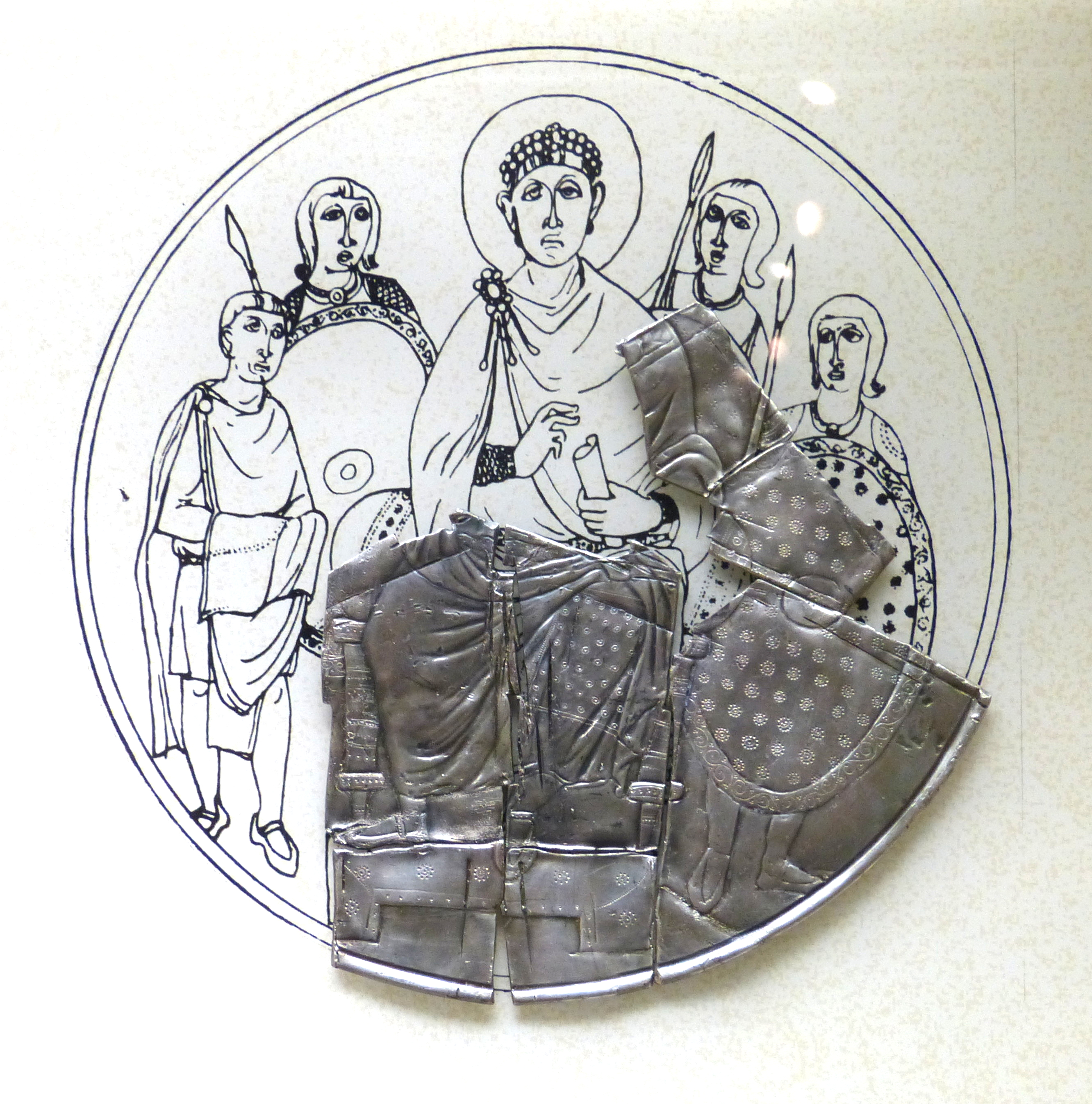
Silberplatte von Großbodungen

Als Silberplatte von Großbodungen wird eine fragmentarisch erhaltene Silberplatte des späten 4. Jahrhunderts bezeichnet, der zum aus Hacksilber und Münzen bestehenden völkerwanderungszeitlichen Schatzfund von Großbodungen aus dem frühen 5. Jahrhundert n. Chr. gehört. Der Schatzfund wurde im Mai 1936 bei Großbodungen im Landkreis Eichsfeld in Thüringen entdeckt und geborgen.

## Fundkontext
Bei Großbodungen wurden anderthalb Kilometer südlich des Ortes im Mai 1936 beim Kartoffelhacken elf Goldmünzen und im September 1936 nochmals sieben Goldmünzen, ein Klumpen Silber (etwa 800 Gramm Silber) sowie Fragmente eines Bronzegefäßes gefunden. Insgesamt lagen zur Untersuchung 21 Solidi des 4. und 5. Jahrhunderts n. Chr. vor. Darunter befand sich ein gelochter und später als Schmuckhänger gefasster Solidus. Dazu kamen Fragmente spätantiker römischer Silbergefäße. Der Schatzfund wurde vom Landesmuseum für Vorgeschichte in Halle an der Saale erworben, wo er heute ausgestellt ist.
Der Eigentümer des Schatzes und die Gründe für seine Deponierung sind durch die Forschung bisher nicht sicher erschlossen. Wilhelm Grünhagen nimmt an, dass es sich um den angesammelten und vergrabenen Sold eines aus dem römischen Militär ausgeschiedenen „altthüringischen“ Elite-Kriegers handelt. Die Goldmünzen und das Hacksilber wurden offenbar in der Nähe der Hasenburg deponiert. Es wird in der ur- und frühgeschichtlichen Forschung traditionell angenommen, dass die Burganlage auf dem Asenberg („Eschenberg“) zur Zeit der Herrschaft einer altthüringischen Elite im Thüringer Raum bereits genutzt wurde.

## Beschreibung und Einordnung
Die runde, reliefverzierte Silberplatte (Durchmesser 26 cm), von der nur Fragmente des unteren Teils erhalten sind, zeigt einen Thronenden Kaiser mit vier bewaffneten Begleitpersonen. Der Edelsteinbesatz auf den Schuhen und dem cingulum („Gürtel“), Perlen und Goldbrokat, Sitz und Fußkasten der in repräsentativer Tracht dargestellten Figur führen zur Deutung als Kaiser des späten 4. Jahrhunderts, wahrscheinlich einem Angehörigen der theodosianischen Dynastie, daher auch der Name Kaiserplatte. Im Vergleich zu Funden wie dem Theodosius-Missorium kann diese Platte als kaiserliches Geschenk (Largitio) interpretiert werden.